# Звончица и велико вилинско спасавање
Звончица и велико вилинско спасавање (енгл. Tinker Bell and the Great Fairy Rescue) је амерички компјутерско урађен анимирани филм из 2010. године и трећи наставак франшизе Дизни виле.
Српску синхронизацију је 2013. године по наруџбини канала РТС 1 урадио студио Лаудворкс. Филм је имао премијеру на РТС 1 исте године.